# Olivares de Júcar
Olivares de Júcar es un municipio y localidad española de la provincia de Cuenca, en la comunidad autónoma de Castilla-La Mancha. El término municipal tiene una población de 297 habitantes (INE 2024).

## Geografía
Integrado en la comarca de La Mancha conquense, se sitúa a 51 km de la capital provincial. El término municipal está atravesado por la carretera N-420 entre los pK 381 y 387, además de por la carretera autonómica CM-2103 que permite la comunicación con Cervera del Llano y Villaverde y Pasaconsol. 
El relieve del municipio es el propio de la comarca a la que pertenece, predominantemente con cuestas con algunas elevaciones y depresiones creadas por pequeñas ramblas. La altitud oscila entre los 958 m al sur (cerro Cabeza Gorda) y los 810 m en el embalse de Alarcón, que represa las aguas del río Júcar. El pueblo se alza a 900 m sobre el nivel del mar.
| Noroeste: Belmontejo           | Norte: Belmontejo | Nordeste: Villaverde y Pasaconsol |
| Oeste: Cervera del Llano       |                   | Este: Valverde de Júcar           |
| Suroeste: La Hinojosa (Cuenca) | Sur: La Almarcha  | Sureste: Castillo de Garcimuñoz   |

## Historia
Hacia mediados del siglo XIX, la villa tenía contabilizada una población de 1122 habitantes. Aparece descrita en el decimosegundo volumen del Diccionario geográfico-estadístico-histórico de España y sus posesiones de Ultramar de Pascual Madoz de la siguiente manera:

OLIVARES: v. con ayunt. en la prov. y dióc. de Cuenca (6 leg.), part. jud. de San Clemente (6), aud. terr. de Albacete (15) y c. g. de Castilla la Nueva (Madrid 21). sit. sobre una eminencia en terreno pedregoso y dominando una vega de pan llevar: el clima es templado combatido por los vientos de N. y E., y muy propenso á calenturas intermitentes. Forman la pobl. 298 casas de mediana construccion y á propósito para la ocupacion de sus moradores; hay una fuente de buenas aguas de la que se surte el vecindario; escuela de ambos sexos concurrida por 40 niños y 20 niñas, dotado su maestro con 1,500 rs. anuales; la igl. parr. bajo la advocacion de Ntra. Sra. de la Asuncion está servida por un cura de térm. y un presbítero para los cas. anejos de D. Benito, Casa-Blanca, ald. de Ulcero y los molinos denominados Olivares, Marqués y Licenciado; dentro de la pobl. hay una ermita con la advocacion de San Boque, y otra fuera bajo la de San Bartolomé, dist. 500 pasos al O. Confina el térm. por N. con la Parrilla; E. Valverde; S. la Almarcha, y O. Hinojosa. El terreno es bastante quebrado, sin que por esta razon deje de ser productivo; parte de él cruza el r. Júcar que corre de N. á E. y tiene un buen puente en el térm.: al E. de la pobl. hay un monte poblado de mata baja del que se surten de leña. Los caminos son locales, y su estado malo á escepcion de la carretera que lleva el correo de Madrid á Valencia, cuyo estado es recular; para servicio de aquel hay casa de postas con 5 caballos: la correspondencia se recibe de la adm. de Tarancon, miércoles, viernes y domingos, y sale martes, jueves y domingos. prod.: trigo, cebada, centeno, avena, azafran, fruta y vino; la cosecha de mas importancia es la de vino; se cria ganado lanar y algun cabrío; caza de liebres, perdices y conejos, y pesca de loinas, barbos, algunas truchas y anguilas. ind.: a agrícola y 2 molinos harineros, cuyo estado es floreciente, impulsados por las aguas del Júcar. comercio: la esportacion de algunos granos y frutas, vino y azafran. pobl.: 282 vec., 1,122 alm. cap. prod.: 2.691,000 rs. imp.; 134,550. El presupuesto municipal asciende á 6,000 rs. y se cubre con el fondo de propios, pagando de aquella cantidad 1,500 rs. al secretario de ayunt.
(Madoz, 1849, p. 243)

Hasta la reforma de la nomenclatura municipal de 1916 el municipio se llamaba simplemente Olivares. En dicha fecha su nombre fue modificado por el de Olivares de Júcar.
A unos 5 km de la localidad se encuentra el tramo final del embalse de Alarcón, causa única por la que en la década de 1950 se tuviese que desviar la carretera Nacional Madrid-Valencia que pasaba por allí. La construcción de este embalse provocó la anegación de las tierras ribereñas al Júcar, las cuales eran las más fértiles, lo que se tradujo en un golpe a la economía del pueblo. Debido a esto hubo una fuerte emigración de los lugareños hacia otras partes de España donde se necesitaba mano de obra para las industrias durante gran parte del siglo XX.

## Demografía
Olivares de Júcar cuenta con una población de 297 habitantes (INE 2024).
| Gráfica de evolución demográfica de Olivares de Júcar entre 1842 y 2021 |
| |
| Población de derecho según los censos de población del INE Población de hecho según los censos de población del INEEn estos censos se denominaba Olivares: 1842, 1857, 1860, 1877, 1887, 1897, 1900 y 1910 |

## Economía
Su principal medio de vida es la agricultura, destacando la cebada y el girasol, y minoritariamente el olivar.

## Servicios
Cuenta con piscina municipal (abierta los meses de julio y agosto) y polideportivo, con frontón y pista deportiva. También dispone de centro social polivalente y una residencia de mayores.

## Cultura

### Patrimonio

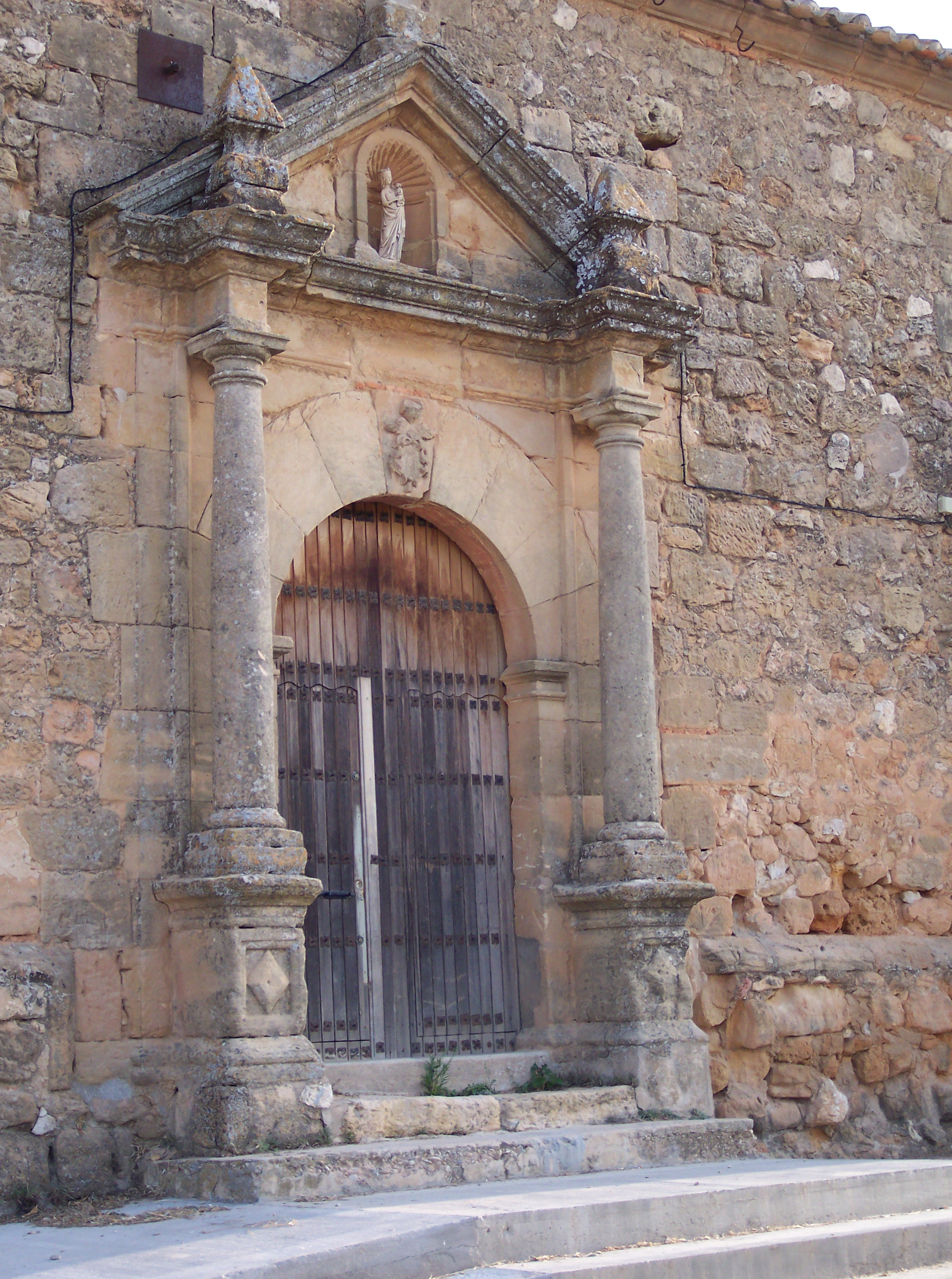
Iglesia de la Asunción

En la localidad hay una iglesia bajo la advocación de Nuestra Señora de la Asunción.

### Fiestas
Son fiestas patronales las del Santo Niño, entre los días 15 y el 20 del mes de agosto y también el tercer fin de semana de enero de cada año.